# ベビーカステラ

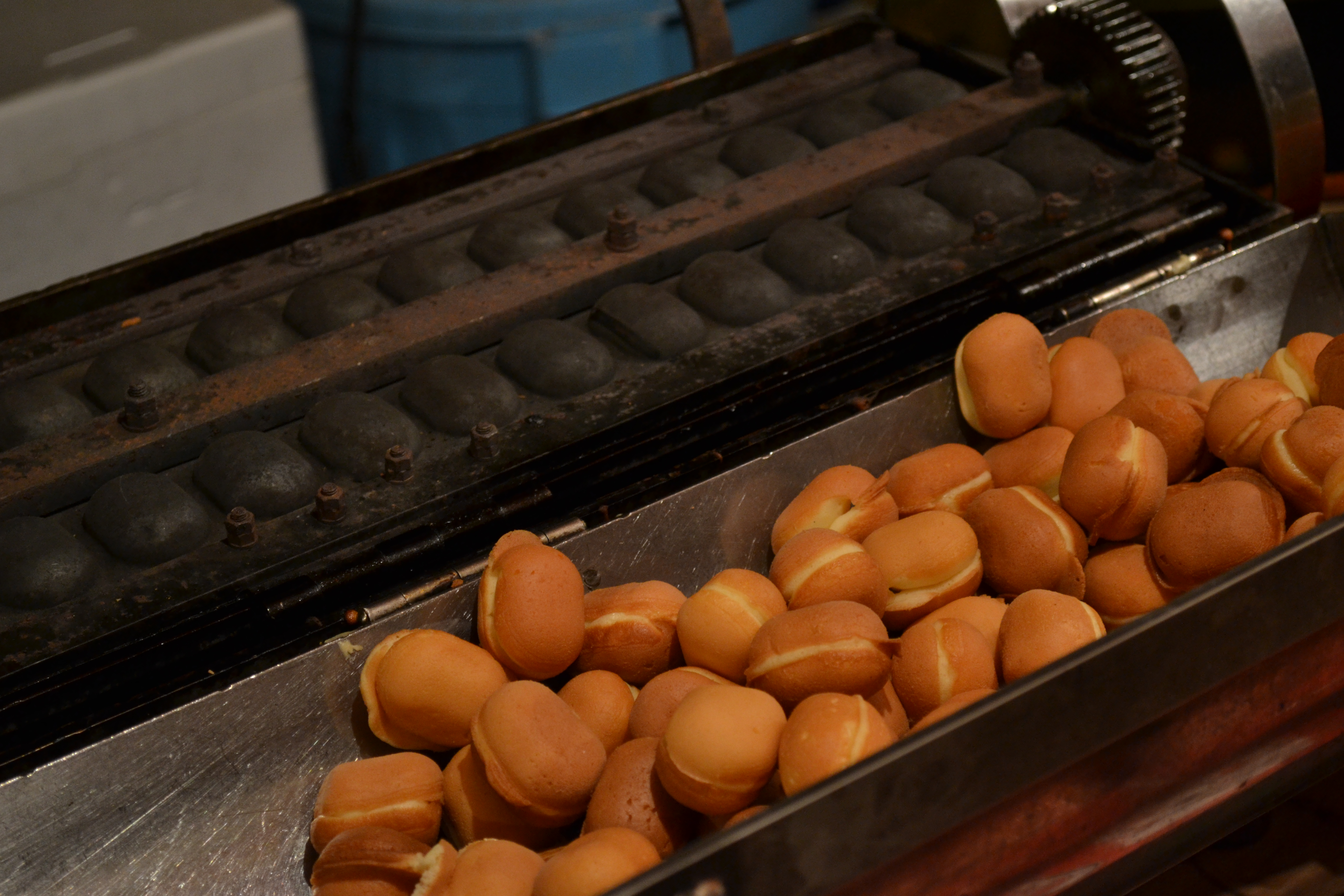
ベビーカステラ

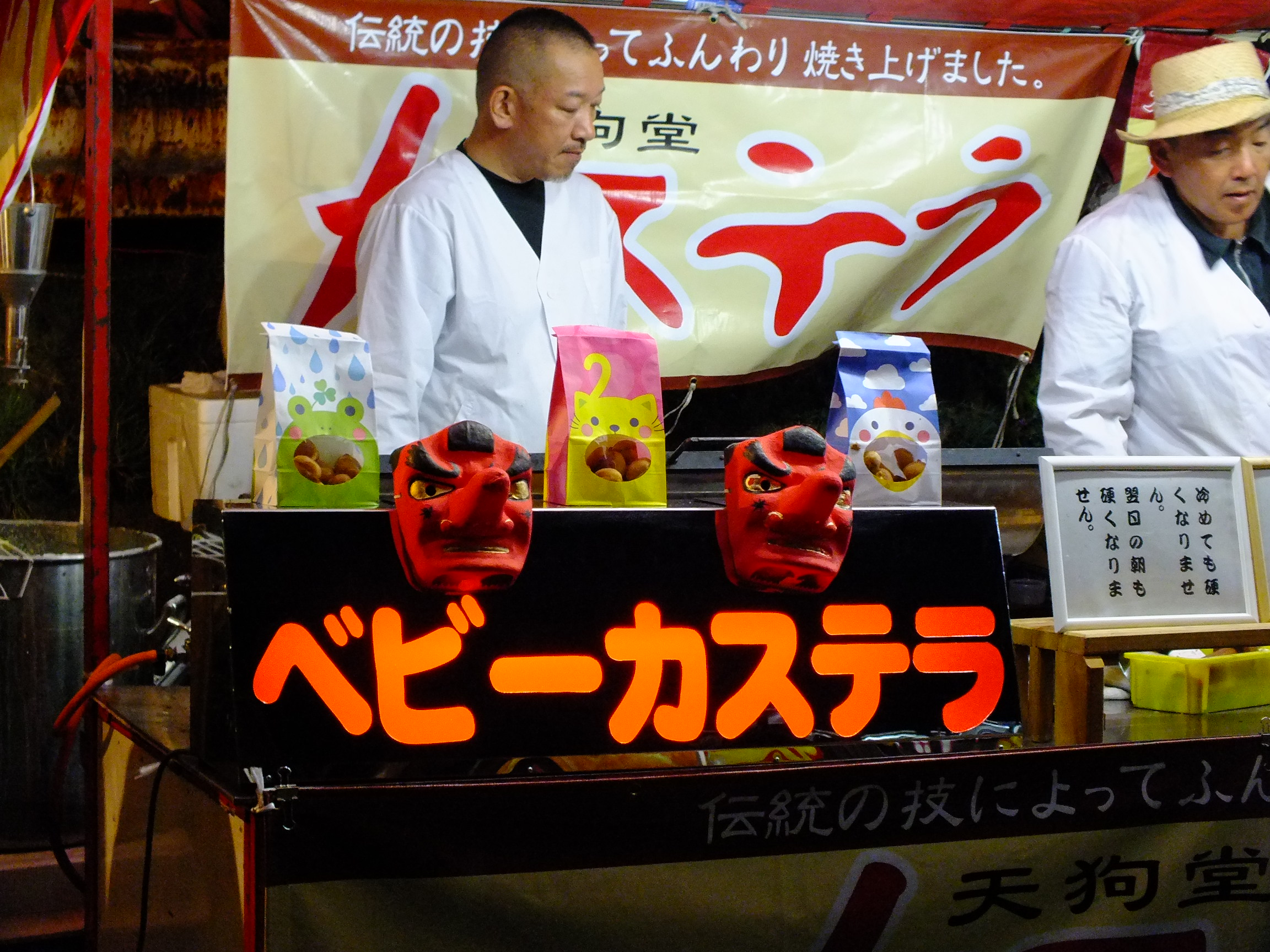
天狗堂のベビーカステラ

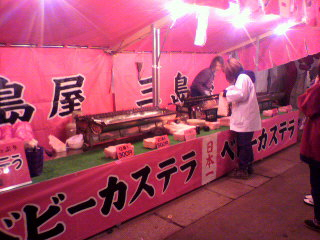
「三島屋」のベビーカステラの屋台

ベビーカステラ（Baby castella）とは、ホットケーキ・カステラのような生地を球状に焼いたもので、いわゆる粉ものの一種である。専用の機械を使って、楕円状の型に生地を流し込みふたをして数回反転して焼く。祭りの的屋や縁日でよく売られ、家庭ではたこ焼き器を使用して作られる事もある。人形焼の餡無し「カステラ焼き」と同様で、餡を入れない物が主流となっている。なお、形状の似る駄菓子の「鈴カステラ」とは別物である。
この場合のベビーとは一般的に小さいという意味であり、赤ちゃん向けという意味ではない。
兵庫でチンチン焼きという生地を焼いたお菓子がありそれを元に作られた。大正10年に関西の露店商団体金城組(現在の三島屋)が、関東に進出した際に今の形とベビーカステラと言う名前が付けられた。
関西・兵庫県では地域ごとにオリジナル名が数多く存在し、中でも明石市周辺や淡路島では表面だけ焼いて中は半熟の状態で供されることもある。他に、三重県ではピーピー焼き、東京ケーキ、松露焼き、福玉焼き、玉子焼き、ピンス焼き、コンチネンタルカステラ、ドラちゃんカステラなど、非常に多くの名称が存在する。移動販売によるFCなど、販売店の形態も様々である。